# Emmy Frensel Wegener
Emmy Frensel Wegener (Amsterdam, 14 juni 1901 – Laren (Noord-Holland), 11 januari 1973) was een Nederlands componiste en violiste.
Ze was de dochter van componiste Bertha Koopman en de van huis uit Amerikaanse verzekeringsagent John Frensel Wegener. In 1926 trouwde ze met Jan Heil (1901-1985), voerde enige tijd zijn naam, maar scheidde in 1932 van hem.
Ze kreeg haar muziekopleiding aan het Conservatorium van Amsterdam (viool bij Felice Togni) en later nog drie jaar compositieleer bij Sem Dresden. Er volgden daarna nog lessen in het bespelen van de klarinet (bij Willem Brohm) en gregoriaans gezang. In 1934 zat ze samen met Hendrik Andriessen, Henk Badings, Anthon van der Horst en Daniël Ruyneman in de jury voor de beoordeling van composities voor vocaal kwartet a capella, uitgeschreven door de Nederlandsche Vereniging voor Hedendaagsche Muziek, er werd geen eerste prijs uitgereikt; de jury vond onder de 47 ingezonden stukken geen "compositie van voorbeeldige beteekenis". Ze was bevriend met Rosy Wertheim en Anny Mesritz-van Velthuysen.
Haar composities dateren voornamelijk uit de periode 1925 tot en met 1935, zij werd toen getroffen door een ernstige ziekte. Rond 1950 werd ze getroffen door een algehele verlamming. In 1961 werd ter gelegenheid van haar zestigste verjaardag de Suite voor orkest nog een keer uitgevoerd.
Oeuvre (jaartallen zijn een indicatie)
- 1925: Sonate
- 1925: Suite voor twee violen
- 1926: Hobosuite (ooit uitgevoerd door Jaap Stotijn en Gerard Hengelveld)
- 1927: Sonate in een deel voor cello en piano
- 1927: Sextet (fluit, hobo, klarinet, fagot, hoorn en piano)
- 1928: Ik zag Cecilia voor zangstem en begeleiding
- 1928: Gekwetst ben ik voor drie sopranen, twee alten, twee tenoren en twee bassen
- 1929: Suite voor orkest
- 1929: Drie stukken voor viool en piano
- 1929: Strijkkwartet
- 1929: Menuetto voor hobo en piano
- 1930: Rapsodie voor piano en orkest
- 1930: Twee stukken voor piano solo
- Suite voor klarinet en piano, dat tot in Boedapest te horen is geweest
- Toccata voor piano solo
- 1929: Dans voor klarinet en orkest, uitgevoerd in Geneve onder leiding van Ernest Ansermet tijdens het ISCM
- 1932: Shakespeare-suite, op 7 februari 1932 uitgevoerd door het Concertgebouworkest onder leiding van Pierre Monteux.

Ze dichtte af en toe ook wel; er verscheen minstens één gedicht van haar in De Nieuwe Gids. Gorinchem heeft een straat naar haar vernoemd.
- Digitale Bibliotheek voor de Nederlandse Letteren: fren023
- Gemeinsame Normdatei: 1119179807
- International Standard Name Identifier: 0000 0003 8843 2184
- Library of Congress Control Number: nb2013019439
- MusicBrainz: b44028a1-7319-465a-8b62-06ce8efe6e0a
- Nederlandse Thesaurus van Auteursnamen: 104255757
- Virtual International Authority File: 281636031
- WorldCat: E39PBJg4qJdmf4Mmm8hQVdwHmd